# 修学旅行列車

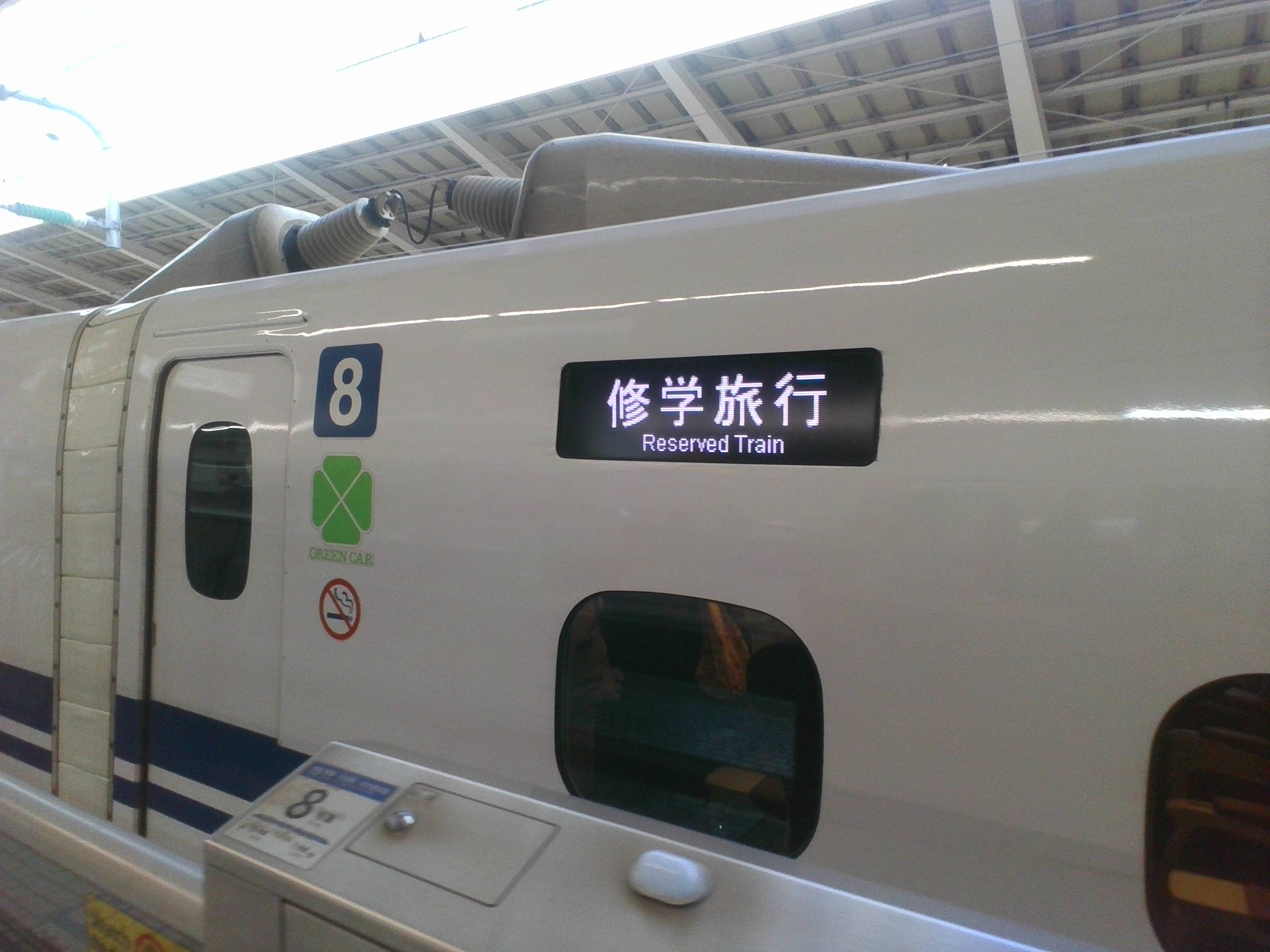
東海道新幹線による修学旅行列車

修学旅行列車（しゅうがくりょこうれっしゃ）とは1949年（昭和24年）ごろから設定されてきた修学旅行客輸送のための団体専用列車の総称である。

## 概要

### 明治 - 昭和初期
今日に至る学校行事としての「修学旅行の嚆矢」とされるのは、1886年（明治19年）2月、東京師範学校（日本初の官立教員養成機関）が11日間にわたって東京〜千葉県銚子間を徒歩で往復した「長途遠足」である。
「修学旅行」という名称の初出は、『東京茗溪会雑誌』第47号(1886年12月) 掲載の報告書「高等師範学校生徒第二回修学旅行概況」である。これは東京師範学校が高等師範学校に改称再編後の1886年8〜9月に､同校男子生徒が下野地方へ旅行した過程と成果をまとめたもので、「第二回」とは、２月の長途遠足を第一回と数えていることを示している。
1888年（明治21年）8月の「尋常師範学校設備準則」において、文部省は初めて「修学旅行」という名称及び実施基準を公式に定め、まずは府県の尋常師範学校を中心に長途遠足をモデルとした修学旅行が普及した。
その後、旧制の中等学校・高等女学校などにも広まり、昭和時代に入って旧制高等小学校の宿泊を伴う修学旅行が許可される。戦時体制下では「聖地参拝旅行」と称し、1943年（昭和18年）に戦局悪化によって禁止されるまで伊勢神宮・橿原神宮・厳島神社・金刀比羅宮といった「国家神道教育」に通じるところを中心に行われ、輸送手段としてはもっぱら鉄道が使われたので、乗客数の多い場合は列車への車両増結も見られたといわれる。

### 第二次世界大戦以後
1948年（昭和23年）8月20日に日本国有鉄道が「生徒5割引・引率教職員2割引」で学生団体の引き受けを再開したので修学旅行も事実上復活し、1950年代になると本格的に再開されていった。戦前同様、乗客数の多い場合は列車への車両増結も行われたというが、東京 - 伊豆間に設定されていた週末運行の温泉観光準急列車「いでゆ」・「いこい」の使用車両が週末以外には余剰となるのを利用して、1949年（昭和24年）には日本ツーリスト（後の近畿日本ツーリスト）の斡旋により、日光・京都・大阪方面に「修学旅行専用列車」も設定された。
その後、1950年（昭和25年）頃になると「修学旅行集約輸送臨時列車」が登場する。これは東京 - 京都・大阪といった需要の多い区間にあらかじめ修学旅行列車のダイヤを設定しておき、それにしたがって列車を運行するものでそれまでのように一々学校・地域ごとに臨時列車を仕立てるのに比べ手間がかからず予定が組みやすいといった利点があった。
また長距離ばかりではなく、秋の時期には上野駅、新宿駅、川崎駅などのターミナル駅から長瀞、奥多摩、河口湖、相模湖方面に向けて比較的中・短距離の学童専用臨時電車も運転されていた。1958年の実績では、9月25日から11月6日までのべ496本が運転されている。
そして1958年（昭和33年）8月に文部省通達により遠足・修学旅行が教育課程の位置づけが明確化され学校行事と規定された事もあり、修学旅行列車専用車両の製造が要望され、翌1959年（昭和34年）に初の専用電車となる155系が登場し4月20日から「ひので」・「きぼう」の運行を開始した。その後、日本国有鉄道では159系・167系・キハ58系800番台の修学旅行用車両を落成させた一方で、私鉄では近畿日本鉄道（近鉄）が1962年（昭和37年）、修学旅行用に全車2階建車両の20100系「あおぞら」を登場させている。また、専用車両を持たなかった東武鉄道でも、浅草 - 日光などにおいて、5700系や6000系などを使用した修学旅行向け臨時列車（「たびじ」など）が多数運転されていた。

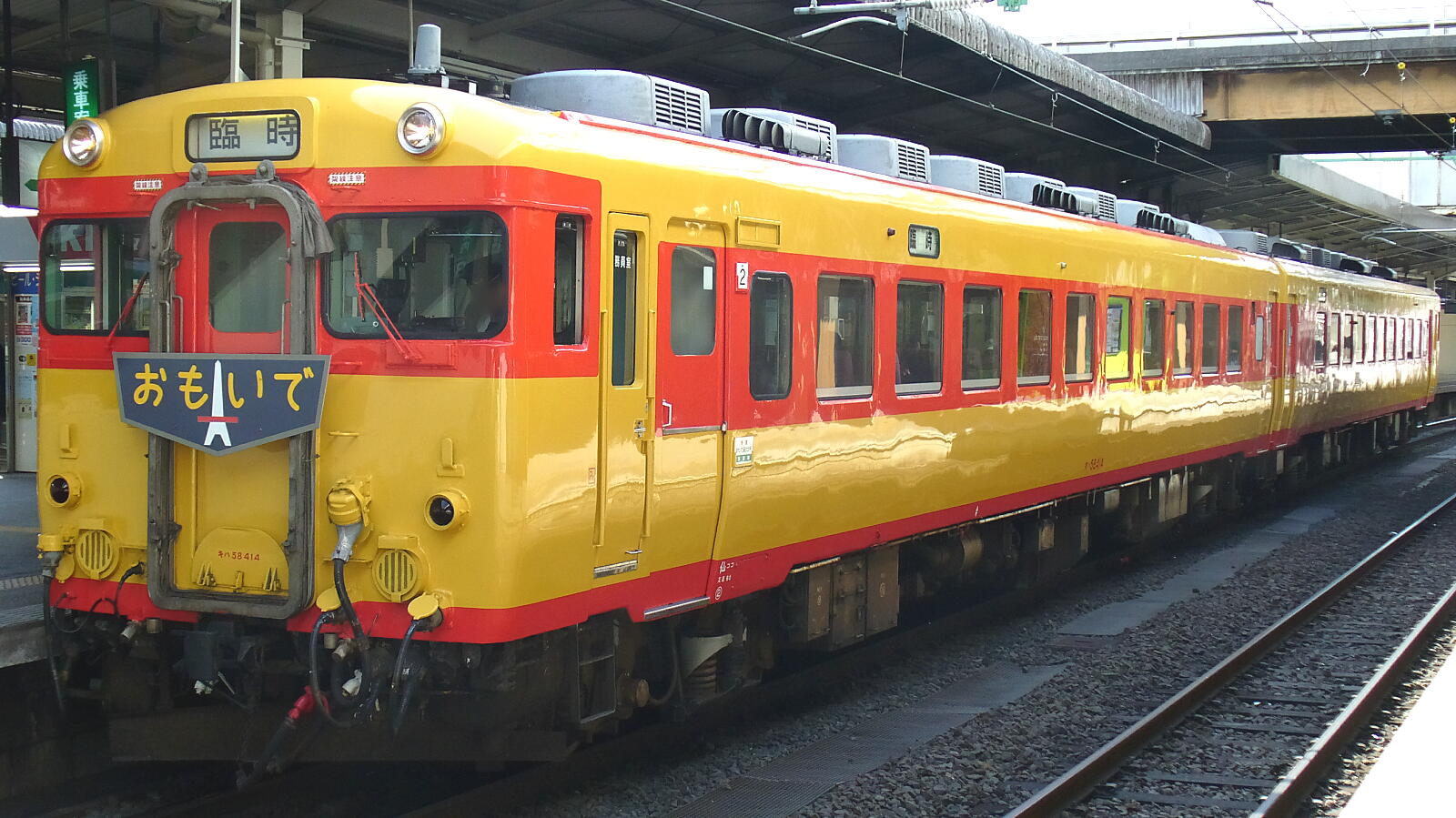
黄1号と朱色3号の「修学旅行色」を纏った車両（リバイバル塗装）
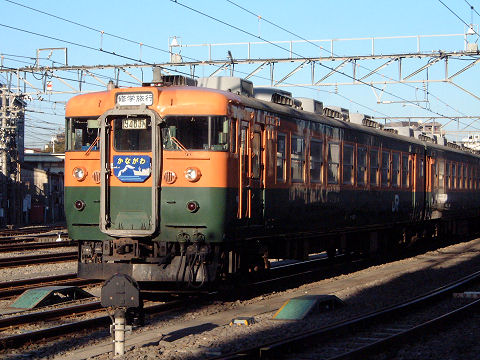
南武線を走行する167系による修学旅行列車
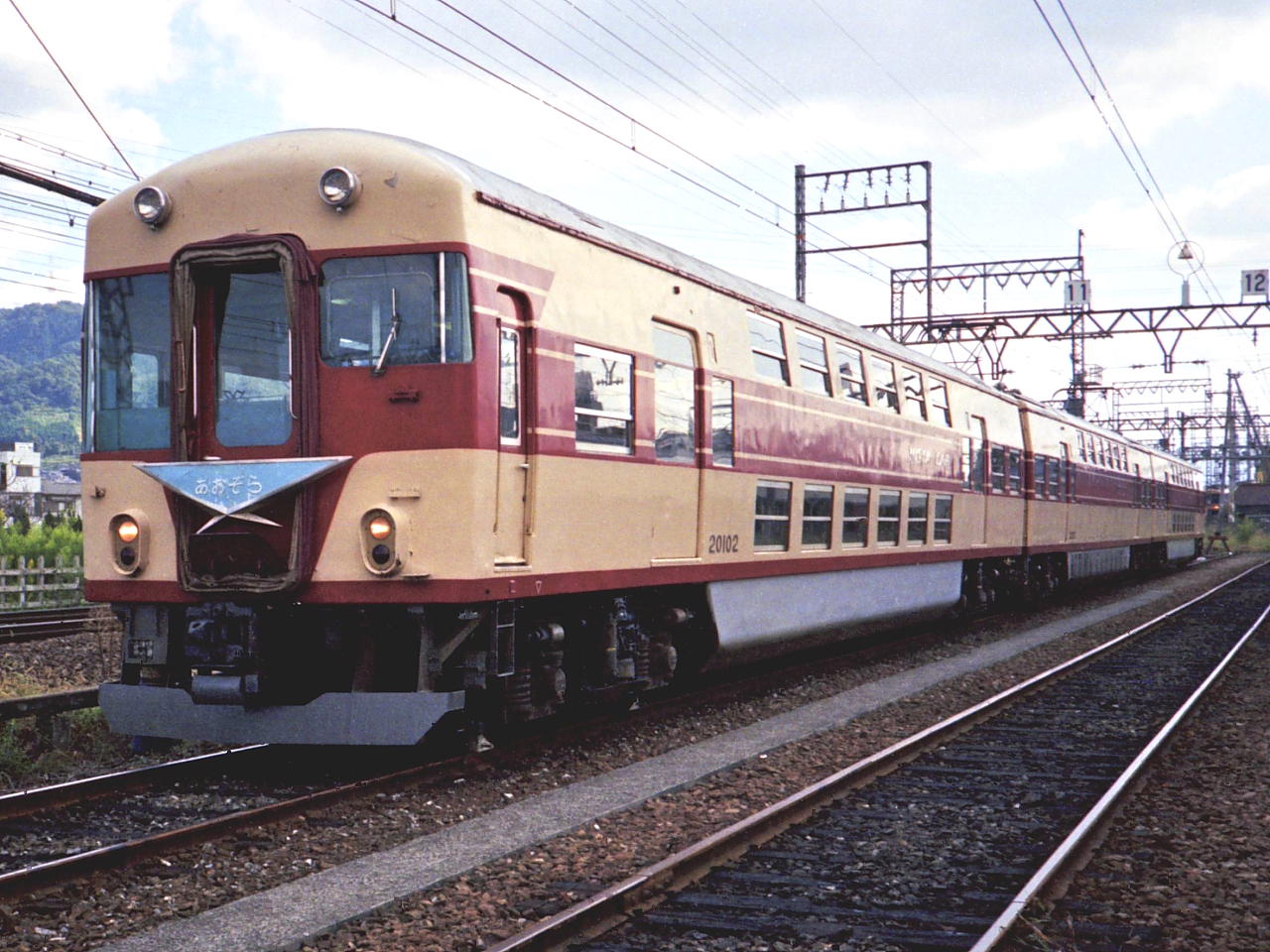
近鉄20100系電車「あおぞら」
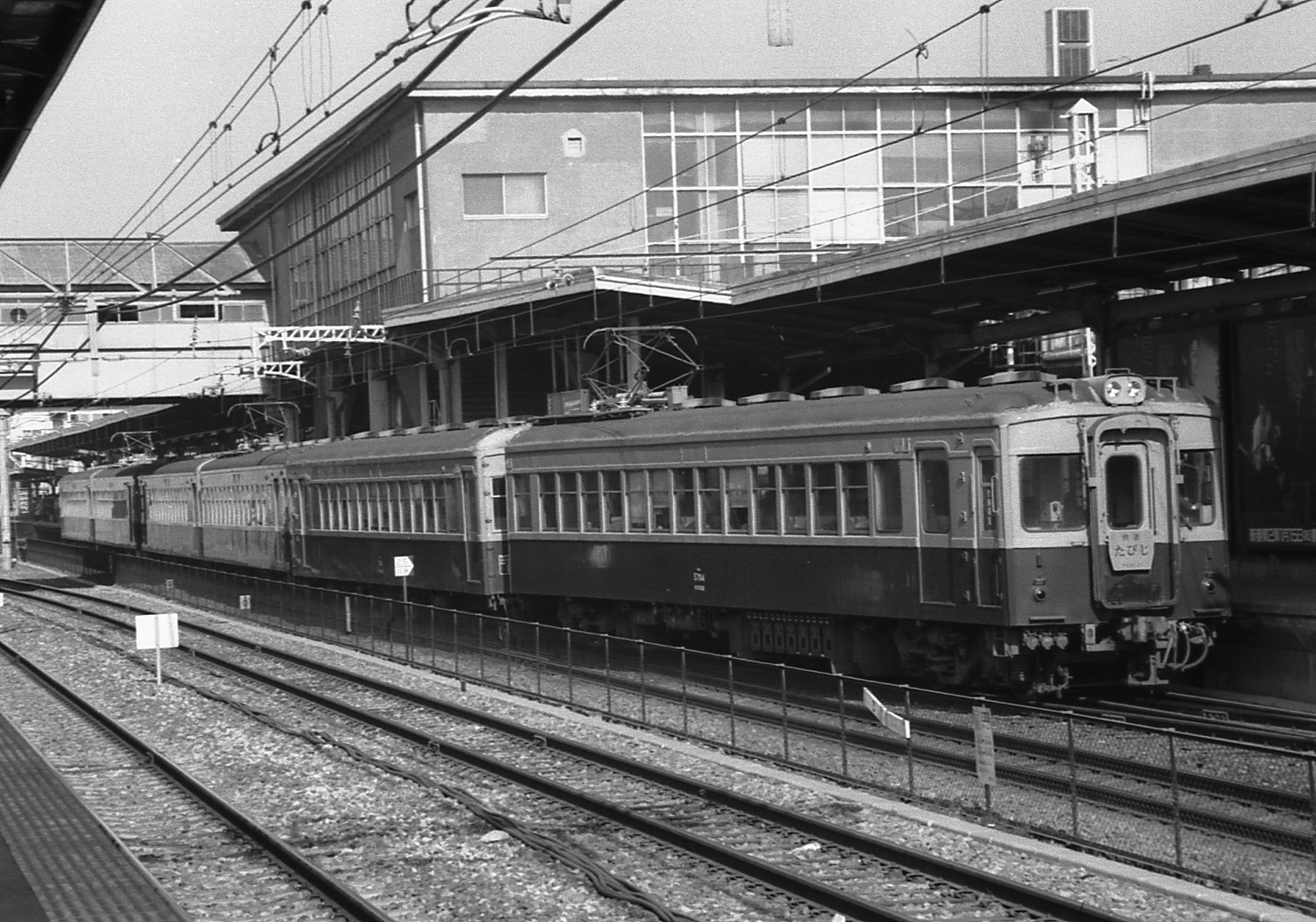
東武5700系による「たびじ」

### 昭和後期・平成・令和以後
しかしながら新幹線による修学旅行が1970年（昭和45年）に開始されると在来線での「集約臨」も急激に衰退していき、1975年（昭和50年）頃にはほぼ消滅した。団体列車の設定自体も昨今の少子化やバス、航空機などといった交通機関の多様化、さらには沖縄や海外を目的地に選ぶなど、旅行先そのものの多様化といった要因によって少なくなっているのが現状である。
例えば首都圏と北海道の間には1988年の津軽海峡線開通以降、「エルム」のダイヤを使って24系寝台車による修学旅行団体列車が運転されていたが、その後、国立高校または公立高校でも航空機を利用する学校が増加し、私立高校では行き先に海外を選ぶ学校が増えたこともあって年を追うごとに運転日数は減少。2006年10月を最後に運転を終了した。

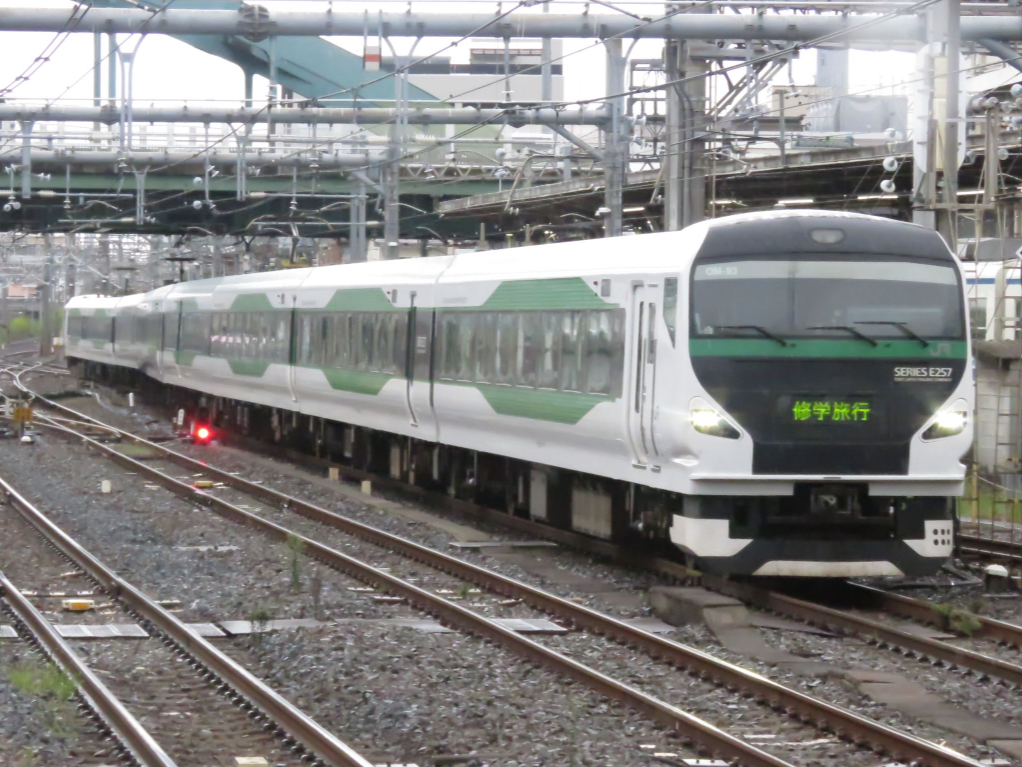
E257系5000番台による修学旅行専用列車

現在では、JRの場合、千葉県千葉市から信州長野方面（外房線・内房線・総武本線沿線から中央本線経由）、神奈川県 - 栃木県相互間（東海道本線・南武線・横須賀線沿線から日光、および宇都宮地区から鎌倉・箱根方面）、新幹線各線など一部線区では臨時ダイヤにて毎年修学旅行列車が運行されている。
関西では2009年3月開業の阪神なんば線を活用し、姫路方面から伊勢志摩への直通列車の運転も検討されていたが、阪神なんば線経由の姫路方面から伊勢志摩への修学旅行列車を含む直通列車の運転は現在実現していない。
2011年3月のダイヤ改正で特急『はまかぜ』のキハ181系からキハ189系への置換えに伴い、姫路から奈良・伊勢方面への修学旅行列車も廃止することになったが、それにあたっては姫路市などが修学旅行生の輸送をバス輸送に切り替える方針を示した。バスに切り替えた後には車酔いなど児童の体調を考慮し、2017年度から移動距離の短い京都・奈良へ変更した。
近鉄では初代「あおぞら」20100系の老朽化により、1989年（平成元年）に、18200系を団体列車用に改造した「あおぞらII」10両を落成させているが、この車両は本来は車両限界による制約があった京都線・橿原線系統用の中型車体ゆえに定員が少なく老朽化が進んできたことから2006年（平成18年）1月をもって営業運転を終了。同年4月までに全車が順次廃車解体された。後継として2005年（平成17年）12月より、12200系を改装した15200系「新あおぞらII」が修学旅行を中心に運用されている。
なお、「あおぞらII」と「新あおぞらII」は、修学旅行以外の団体客による貸切列車にも運用されるが、逆に修学旅行で運用される車両は、車両編成数の関係から、特に春と秋の修学旅行客および一般団体客のシーズン時には「あおぞらII」および「新あおぞらII」のみでは不足することから、急行形車両の5200系、L/Cカーの5800系や同じくL/Cカーでシリーズ21の5820系も運用されており、また場合によっては、汎用特急車やロングシートの一般車（単独および5200系やL/Cカーに増結する形で）も、修学旅行客の貸切列車運用に充当することもある。

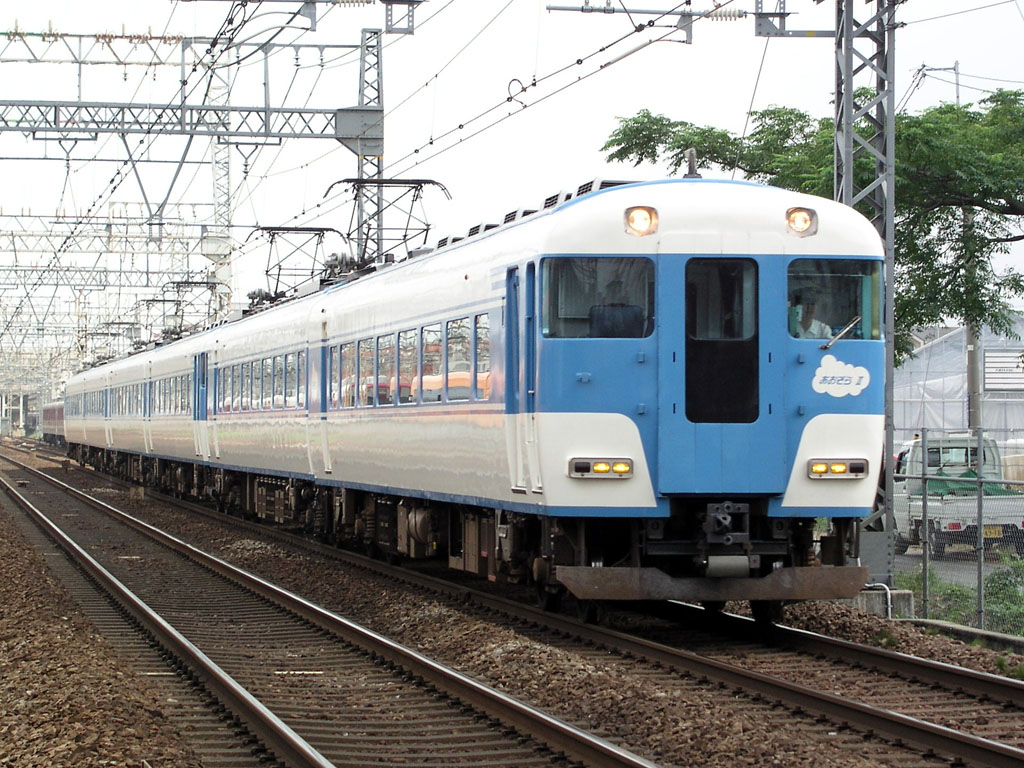
近鉄15200系電車「新あおぞらII」
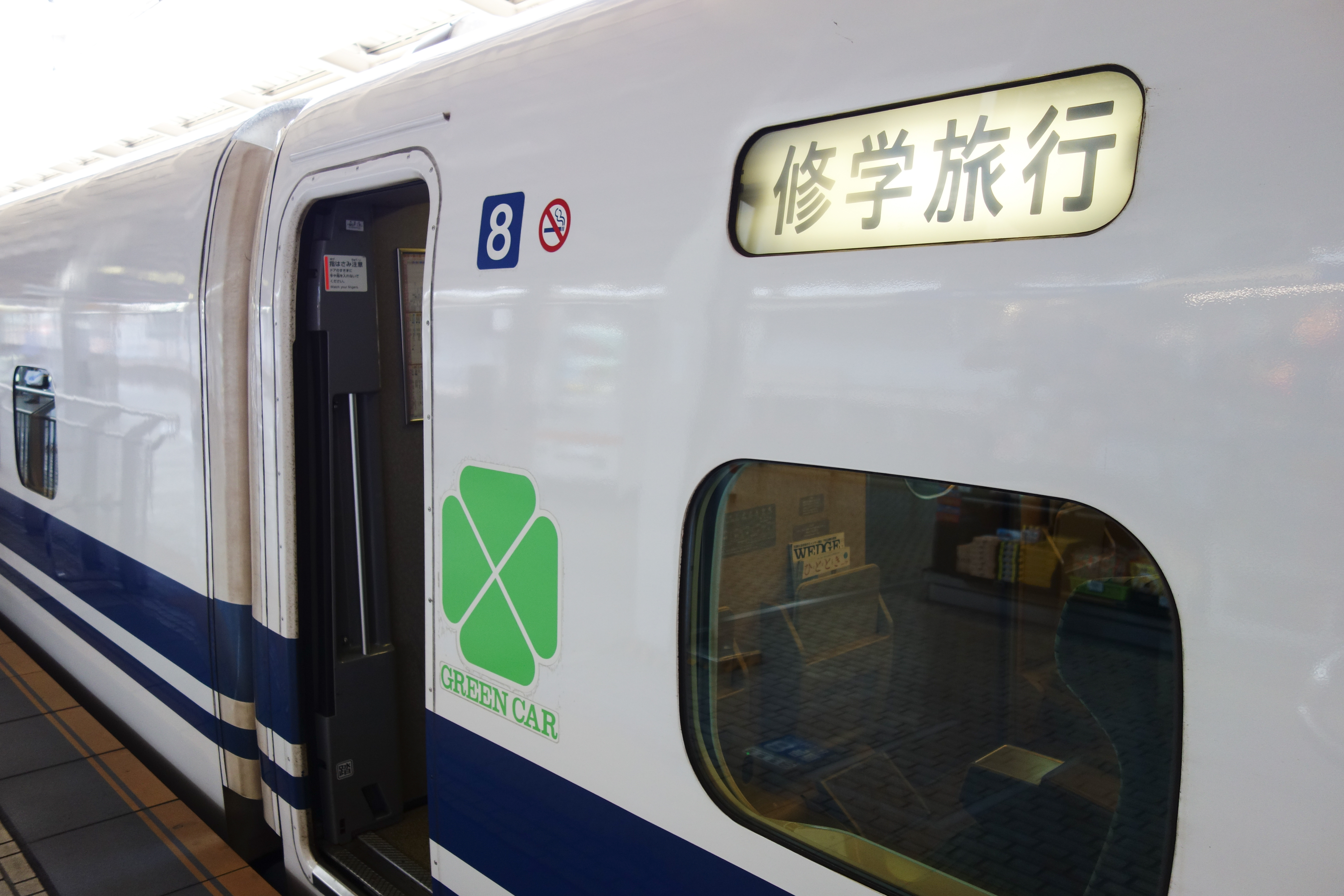
新幹線を使用した修学旅行列車

## 国鉄「集約臨」の沿革
- 1950年（昭和25年） 日本ツーリストが運行を開始していた修学旅行専用列車はほかの旅行社も協賛しての共同運行となり、次第に時刻・車両が固定されていって「修学旅行集約輸送臨時列車」の起源となる。なお、このエピソードは、城山三郎著「臨3311に乗れ」（集英社文庫）に詳しく描かれている。
- 1958年（昭和33年）6月1 - 29日 「湘南電車」と呼ばれた80系電車を使って、品川 - 京都に「集約臨」を運転。下りは品川8時40分発で京都15時40分着、上りは京都発19時50分で品川5時20分着と上りでも当時の夜行急行列車なみの速度、下りに至っては当時の特急列車「つばめ」・「はと」に匹敵する速度で走った。なおこの実績が、のちの155系電車を生み出す契機ともなる。
- 1959年（昭和34年）4月20日 新製された日本初の修学旅行専用電車である155系電車を使用して、品川[注 7] - 京都[注 8]に関東地区用修学旅行列車として「ひので」が、品川 - 京都・大阪・神戸に関西地区用修学旅行列車とした「きぼう」が「集約臨」として運転を開始した。また「ひので」は下り昼行・上り夜行、「きぼう」は下り夜行・上り昼行の時刻で運転された[注 9]。また、これら修学旅行列車の時刻は荷物列車などとともに市販の時刻表にも掲載されていた。
- 1960年（昭和35年）
  - 4月20日 品川 - 大垣で中京地区用修学旅行列車「こまどり」が、153系急行形電車[注 10]で運転開始。「こまどり」は、運行距離が短かったことから上下とも昼行列車となった。「こまどり」の運転されない時期には、同列車のダイヤで臨時準急列車「ながら」が設定された。
  - 6月 「東京へ来たのであるから東京駅を見て帰るべきだ」という意見が出た事により、下り「きぼう」の始発駅を東京に変更。
- 1961年（昭和36年）3月 「こまどり」用の159系電車が落成し、153系に代わって投入された。同系列は、のちに東海地方 - 関西地方・山陽地方間に設定された修学旅行列車「わかあゆ」にも投入される。
- 1962年（昭和37年）4月9日 非電化地区からの修学旅行列車用に気動車のキハ58系800番台が登場[注 11]。この日から東北地区[注 12] - 上野で「おもいで」が運転を開始。
- 1963年（昭和38年）4月10日 キハ58系800番台を使用して北九州地区 - 京都の修学旅行列車「とびうめ[注 13]」が運転を開始。また「きぼう」は兵庫県中部地域からの利便を図るため、明石発着となる。
- 1965年（昭和40年）10月1日 混雑する「ひので」・「きぼう」の混雑緩和を図るため関東地区用の「わかくさ」が品川 - 京都に[注 14]、関西地区用の「わかば」が東京（下り）・品川（上り） - 明石に1往復ずつ設定された。
- 1966年（昭和41年）4月9日 東京 - 下関に165系急行形電車を修学旅行用に設計変更した167系電車が「わかくさ」「わこうど」で運転開始。それまでの修学旅行列車が普通列車の扱いであったのに対し、「わこうど」は長距離で往復とも夜行となるため急行列車の扱いとなる。「わこうど」は山陽地方からの高校生の東京への修学旅行用列車として設定されたが関西地方からほどの需要が見込めないため下関 - 京都で中学生用の列車「友情」、下関 - 広島で小学生用の列車「なかよし」としてもそれぞれ運用された。さらに3列車ともが運転されない時期には、「わこうど」のダイヤで臨時急行列車「長州」として運転されていたが、同ダイヤでも運転区間が一部区間の場合は「山陽51号」（岡山 - 下関）、「わこうど」[注 15]（広島 - 下関）など異なる列車名となった[6]。また一部年度の帰省シーズンは、運転日を限定して全車指定席の勤労青少年帰省列車（種別は急行扱い）「わこうど長州」として運転された[注 16]。

- 1966年（昭和41年）11月　中部地区から広島・山口方面へ「わかあゆ」(豊橋 - 下関)を田町区の167系電車で運転開始。1967年秋期からは159系電車で運転。
- 1967年（昭和42年）10月1日 「ひので」・「きぼう」・「わかくさ」・「わかば」も、急行列車の扱いとなる。
- 1970年（昭和45年）3月16日 東海道新幹線に修学旅行列車を初設定。
- 1971年（昭和46年）
  - 3月1日 新幹線に「集約臨」が設定される事となり前年から新幹線の特急料金に関しても「学生5割引・引率教職員2割引」の割引が適用される事となったため、以後新幹線を使用できる地域の修学旅行列車は1972年（昭和47年）春ごろまでをめどに順次移行。
  - 10月16日 この日の大阪発をもって「きぼう」廃止。総計約180万人の利用があったとされる。
  - 10月26日 この日の品川発をもって「ひので」廃止。総計約240万人の利用があったとされる。
- 1973年（昭和48年）
  - 4月 「おもいで」廃止[注 17]。以後は、特急など定期列車を利用するか随時臨時列車を設定する方式に変更。東京まで879往復し、約53万5000人の利用があったとされる。
  - 6月23日 「わかくさ」・「わかば」を臨時列車に格下げ。
  - 10月1日 「こまどり」、臨時列車に格下げ。ここまでに総計約152万人を輸送したとされる。
- 1974年（昭和49年）4月21日 この日の記念行事をもって、「とびうめ」廃止。関西へ約22万4000人、九州内相互間で約14万7000人、総約37万1000人の利用があったとされる。
- 1975年（昭和50年）3月10日 山陽新幹線の博多駅までの全線開業をもって、「わこうど」・「友情」・「なかよし」廃止。市販の時刻表に掲載されていた修学旅行列車は消滅。
  - 「こまどり」は臨時列車ながら、1975年以降も使用車両は159系から153系や165系の使用へ変化しつつも存続したが、1994年春の運転をもって消滅した[7]。[8][注 18]。おもに新幹線駅の利用が不便な大垣 - 尾張一宮・大府 - 岡崎の中学生に利用されたが、東海道新幹線三河安城開業で西三河地区の中学生の修学旅行が新幹線へ急速に転移したことから平成初期に消滅した。また、この1970年代後半に行われた東海道新幹線の午前運休日[注 19]には、上りのみ「こまどり」のダイヤ設定をそのまま使って臨時急行列車「東海」が運転された。

## 修学旅行用車両

### 概要
主に修学旅行専用列車に充当するために製造された車両を指す。利用者が学生である、1列車における乗降の機会が少ないなど、修学旅行専用列車の特徴に合わせ、一部に特殊な構造を採用していることが多い。ただし、シーズンオフには一般列車へも充当されることがあるため、どれだけ一般的な車両から構造を変えるかは、各系列により異なる。

### 国鉄
国鉄の修学旅行用車両は、黄1号と朱色3号に塗られていた（のちに黄色は黄色5号に変更）。正式には1978年（昭和53年）10月のダイヤ改正時に廃止。ただし次の検査時までは塗装が維持されたので、完全に消滅したのは1980年（昭和55年）頃。
- 155系
- 159系
- 167系
- キハ28・58形（800番台）

### 近鉄
近年では一般車やクロスシート車である5200系やL/Cカー、および汎用の特急車が充当される場合も多くなっているが、近鉄でも修学旅行客向けの車両が用意されている。
- 20100系「あおぞら号」
- 18200系「あおぞらII」
- 18400系「あおぞらII」
- 15200系「新あおぞらII」 - 車両は数次に亘り入れ替えが行われている。
  - 修学旅行用に特化して製造された20100系とは異なり、特急用から改造された18200系と18400系・15200系は修学旅行以外の団体客の貸切列車にも使用可能な設備を持っている。